# 宮崎恭一
宮崎 恭一（みやざき きょういち、1948年1月1日 - ）は、日本の音楽・映画プロデューサーである。マドンナ、Stingなどの招聘を手掛ける。映画の代表作は「転々」。茨城県水戸市出身。茨城県立水戸第一高等学校、成蹊大学卒業。早稲田大学大学院修了 (MBA)。

## 経歴
河和田工房設立、アクス代表取締役、1987年西武百貨店メディア事業部部長、2003年オメガプロジェクト代表取締役、ザックコーポレーション代表取締役。

## 主なプロデュース音楽コンサート
スーパーロック84、1985年ボン・ジョヴィ、1986年クイーン各日本公演にプロデュース参加。1987年、1990年マドンナ、1988年、1992年Stingを招聘。1993年熊川哲也、中丸三千絵、川井郁子、1996年東儀秀樹などのコンサートを手掛ける。1990年から指揮者ロリン・マゼールと毎年フィルハーモニアなどの世界のオーケストラを1997年まで招聘した。1987年からトロカデロ・デ・モンテカルロバレエ団を10年間招聘。1996年グランディーババレエ団設立。2011年6月7日国技館、10月15、16日茨城・国営ひたち海浜公園でJYJのコンサートを手掛けたが、大手レコード会社と係争になった上に、原発事故で外国人アーチストの来日中止や延期が相次ぎ、2012年2月28日民事再生法の適用を申請した。
2013年、ミュンヘンフィルの常任指揮者を務めていたロリン・マゼールからミュンヘン出身のヨナス・カウフマンを紹介される。マゼールはベルリンフィルとの確執で失意にあった1990年から10年間、アジアでの代理人をこなしてくれたことを感謝して、(マゼールは我が息子のように接していた)ポスト3大テノールの最右翼と評価の高いカウフマンを紹介することで、感謝の意を表明した。2014年10月号の「音楽の友」の表紙はヨナス・カウフマン、そして7月に夭逝したロリン・マゼールの特集記事を伝える「ロリン・マゼール逝く」の大見出しが並んだ。2015年5月30日、サントリーホールでのヨナス・カウフマンリサイタルは観客がほぼ全員スタンディングオベーションをするという期待以上のコンサートを成功させた。

## 主なプロデュース映画作品
- 図鑑に載ってない虫 （2007年）製作
- M （2007年）エグゼクティブプロデューサー
- 転々（2007年）製作
- 同窓会（2008年）製作
- 僕とママの黄色い自転車（2009年）製作
- ウタヒメ（2012年）製作
- 無花果の森(2014年) 製作
- 忘れ雪(2015年) 製作

## 書籍
- 呼び屋一代 マドンナ・スティングを招聘した男（2025年1月、講談社+α新書）ISBN 978-4-06-538321-6